# Палац культури хіміків (Сіверськодонецьк)
Пала́ц культу́ри хі́міків — палац культури у місті Сіверськодонецьку.

## Історія
13 липня 1956 року почалося будівництво палацу культури хіміків. Архітектором став художник-технік архітектури,  головний архітектор інституту рос. «Свердловськгражданпроект»», заслужений архітектор РРФСР Володимир Ємільянов.
Палац культури із залом на 1000 місць у м. Нижньому Тагілі  отримав першу премію на Всеросійському конкурсі з якості будівництва за 1952 р. та був включений у перелік проектів повторного застосування. Цей проект також використали в Челябінську, Сєвєродонецьку і ще в декількох містах.
Будівництво планувалося завершити у 1960 році, але в цей час почалося масова забудова «хрущовок». Будівництво культурно-соціальних об'єктів було заморожено до 1966 р.

У листопаді 1967 року Палац хіміків став іменуватися Палацом імені 50-річчя Великого Жовтня.

З 2005 р. у приватній власності , як частина Сєвєродонецького об'єднання «Азот».

## Опис

Палац культури хіміків взимку (січень 2010 року

Палац — складна архітектурна споруда, спроектована в корінфському ордері. Коли почалася боротьба з надмірностями в архітектурі, креслення довелось переробляти.
У первинному варіанті колони мали зовсім іншу конфігурацію. На головному фронтоні розташовувалася фігурна скульптура, по кутах порталу — дві, і на конику — одна. Вони символізували муз мистецтва. У залі — купольна стеля, карнизи з боковим підсвітленням, по центру — люстра.
Сєвєродонецькі будівельники намагалися зробити будівлю особливою, але, на жаль, ліплення, яке заготовили, довелося закопати біля фасаду, як не потрібне… А ось балкон залу для глядачів зробили фігурним, як і було задумано. Його складна конструкція виконана в моноліті. Балкон тримається на балці заввишки 1,90 м і шириною 90 см. Її бетонування велося безперервним методом.
Площа забудови — 3 100 м², об'єм будівлі — більше 47 тисяч м³. Глядацька зала — понад тисяча посадкових місць. Сцена площею 266 м². Посередині сцени — обертовий круг діаметром 10 метрів. Крім того — малий кінозал на 300 місць, кафе, більярдна, спортивна зала, артистичні вбиральні, бібліотека, інші кімнати для занять художньою самодіяльністю.
Продаж у 2019 р. "Палацу культури хіміків" з господарськими побудовами загальною площею 8447 кв.м. за адресою: Луганська область, місто Сєвєродонецьк, бульвар Дружби Народів (вул. Леніна), 37 за борги було виставлено на продаж.
Причина зупинення торгів: Постанова про зупинення вчинення виконавчих дій Сєвєродонецького міського відділу державної виконавчої служби Головного територіального управління юстиції у Луганській області від 01.07.2019 ЗВП №54158210 (Ухвала Луганського окружного адміністративного суду від 24.06.2019 по справі №360/2651/19) 

## Світлини

Палац культури хіміків
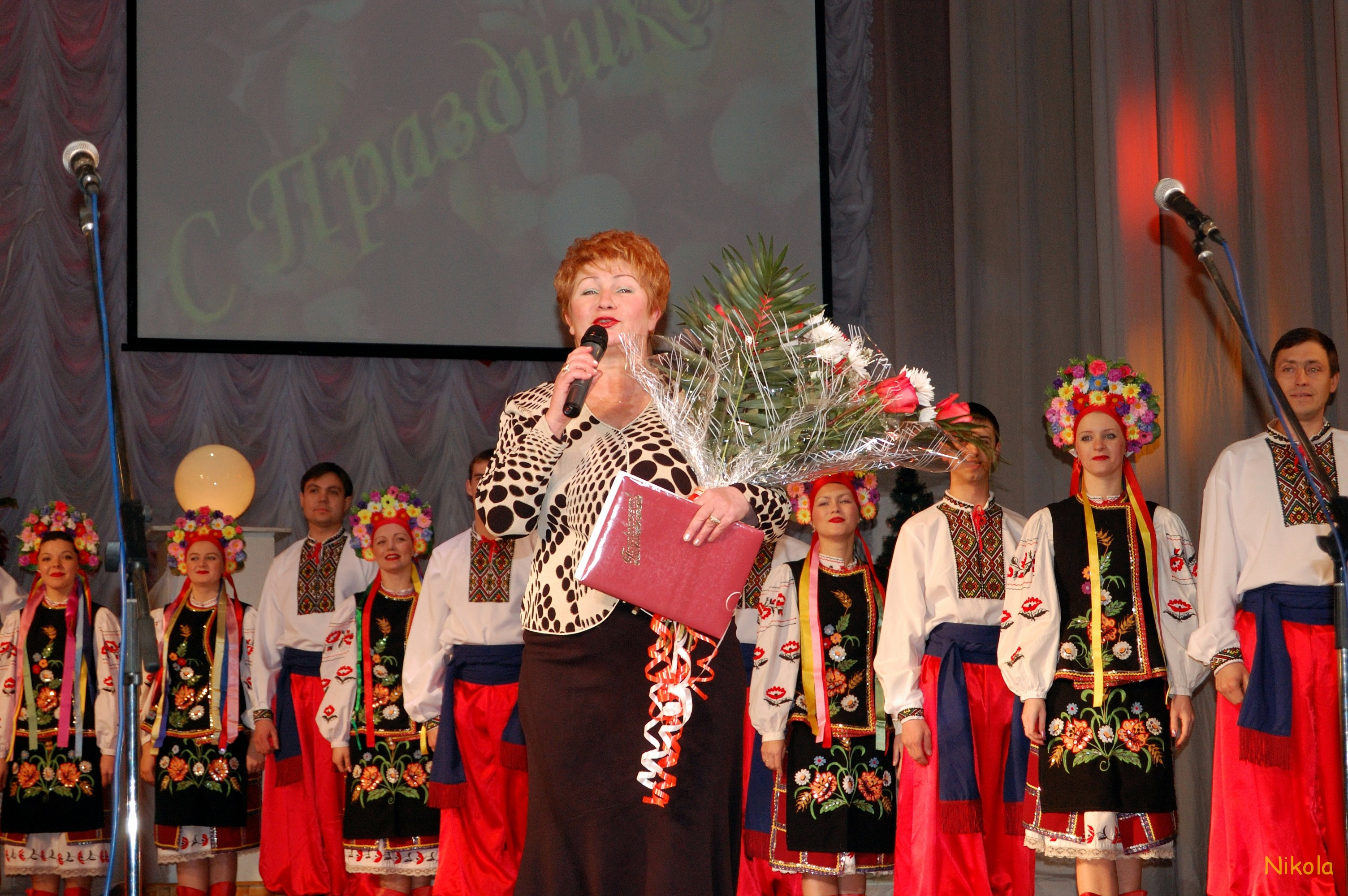
"Веселка 2008"
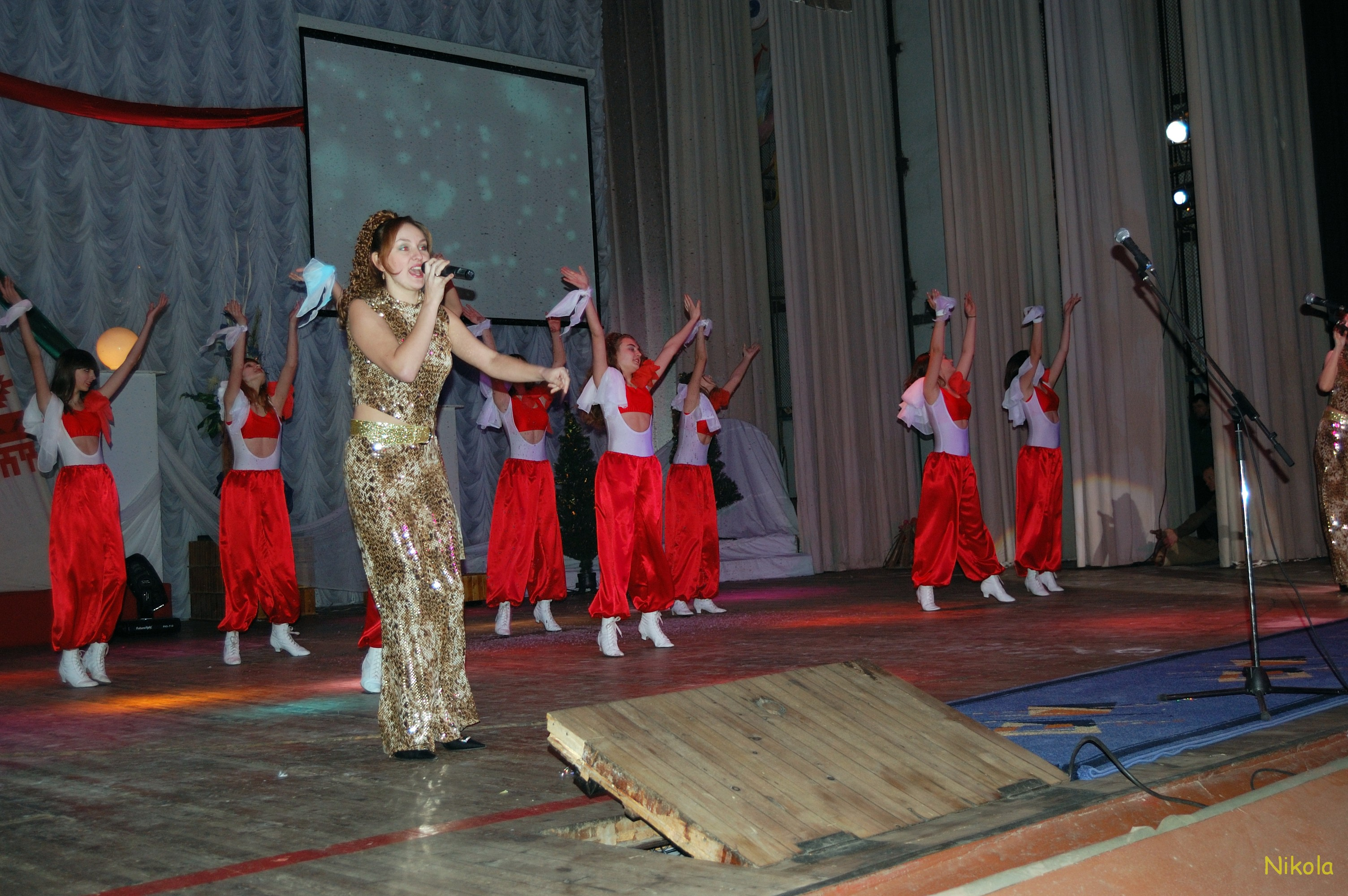
"Веселка 2008"
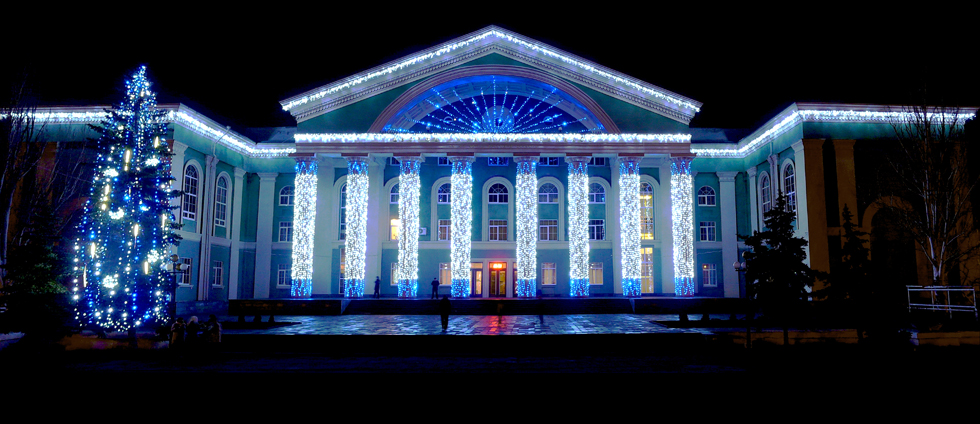
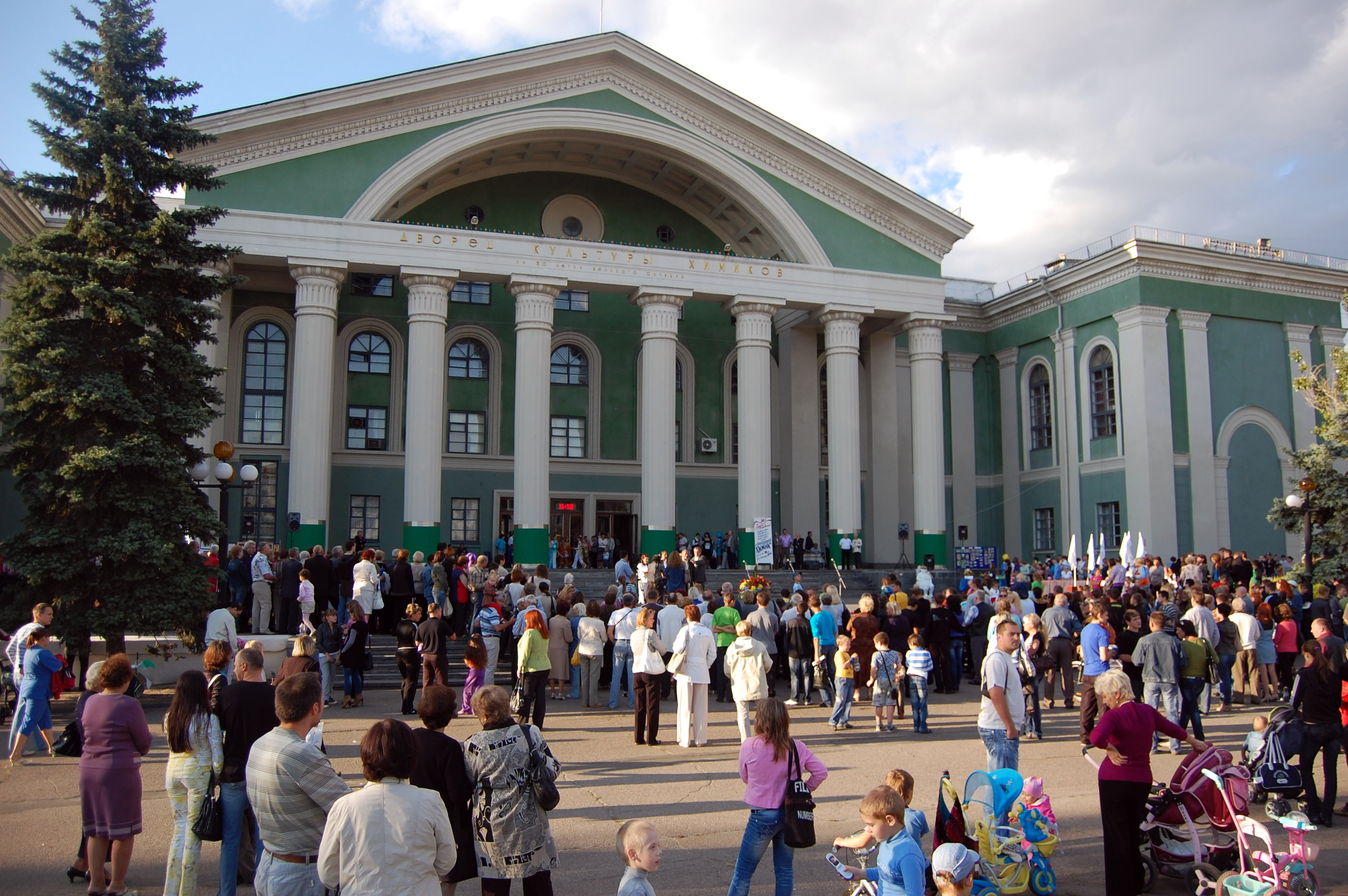
ХімікФЕСТ 2011
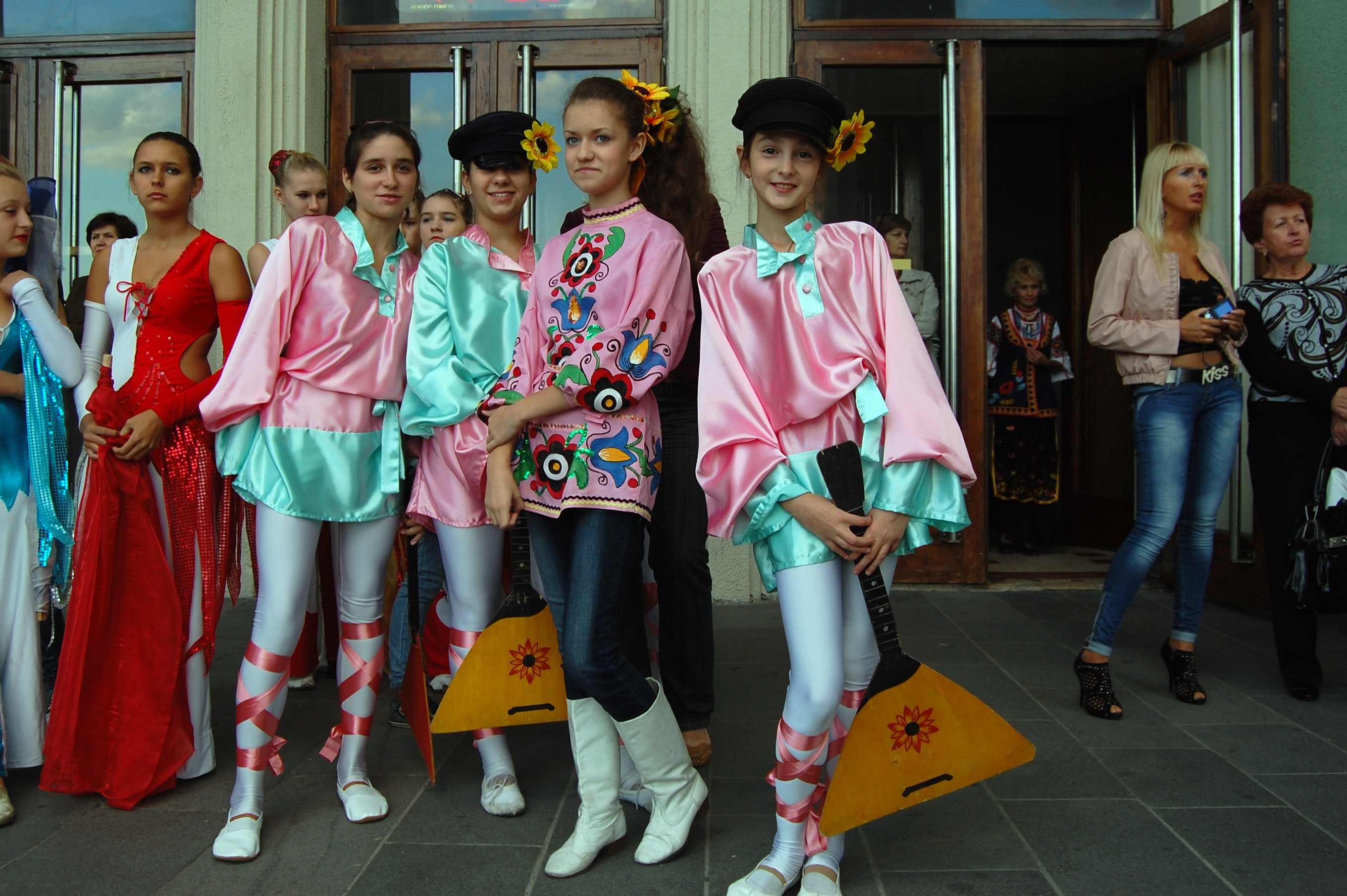
ХімікФЕСТ 2011
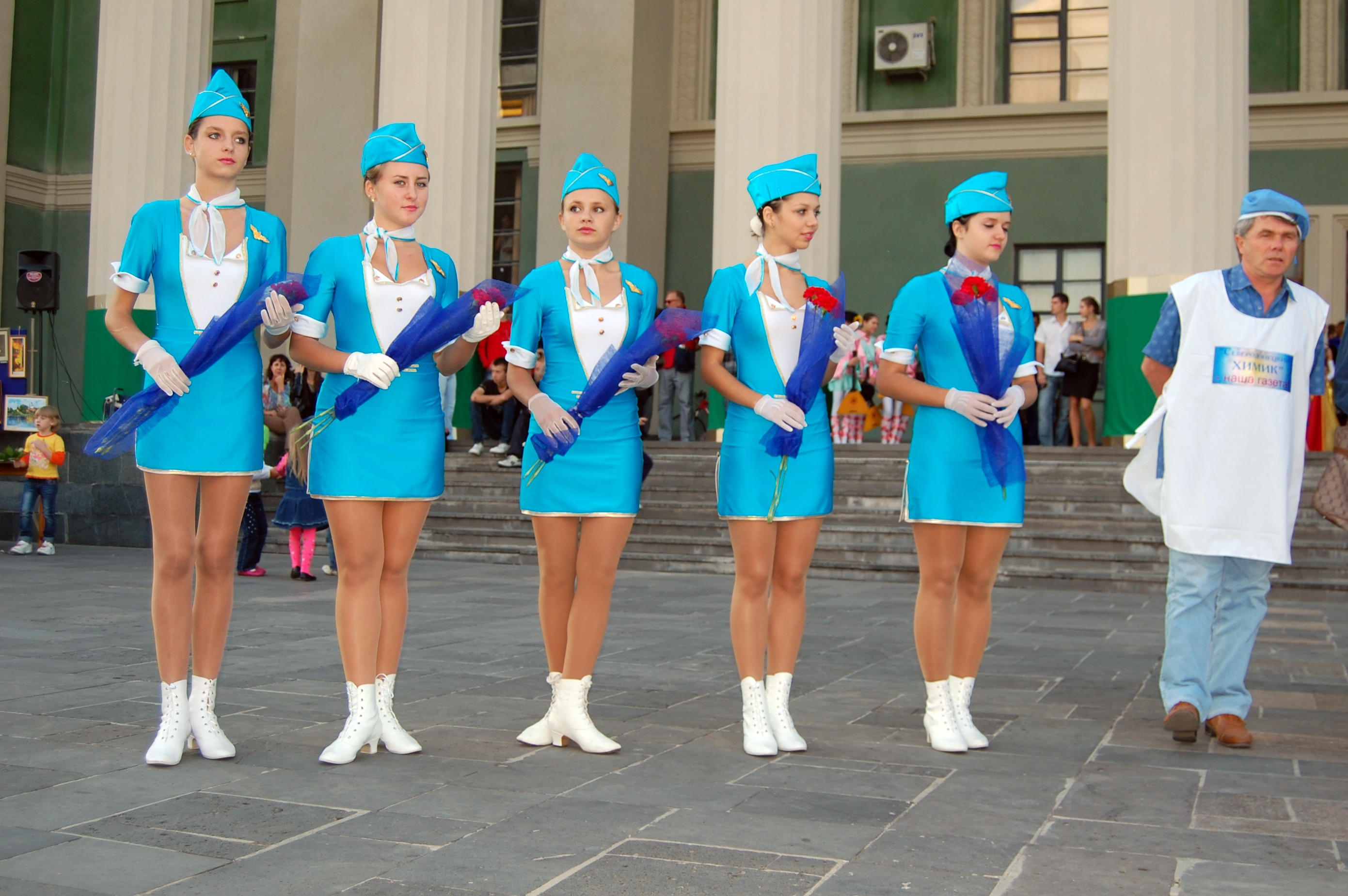
ХімікФЕСТ 2011
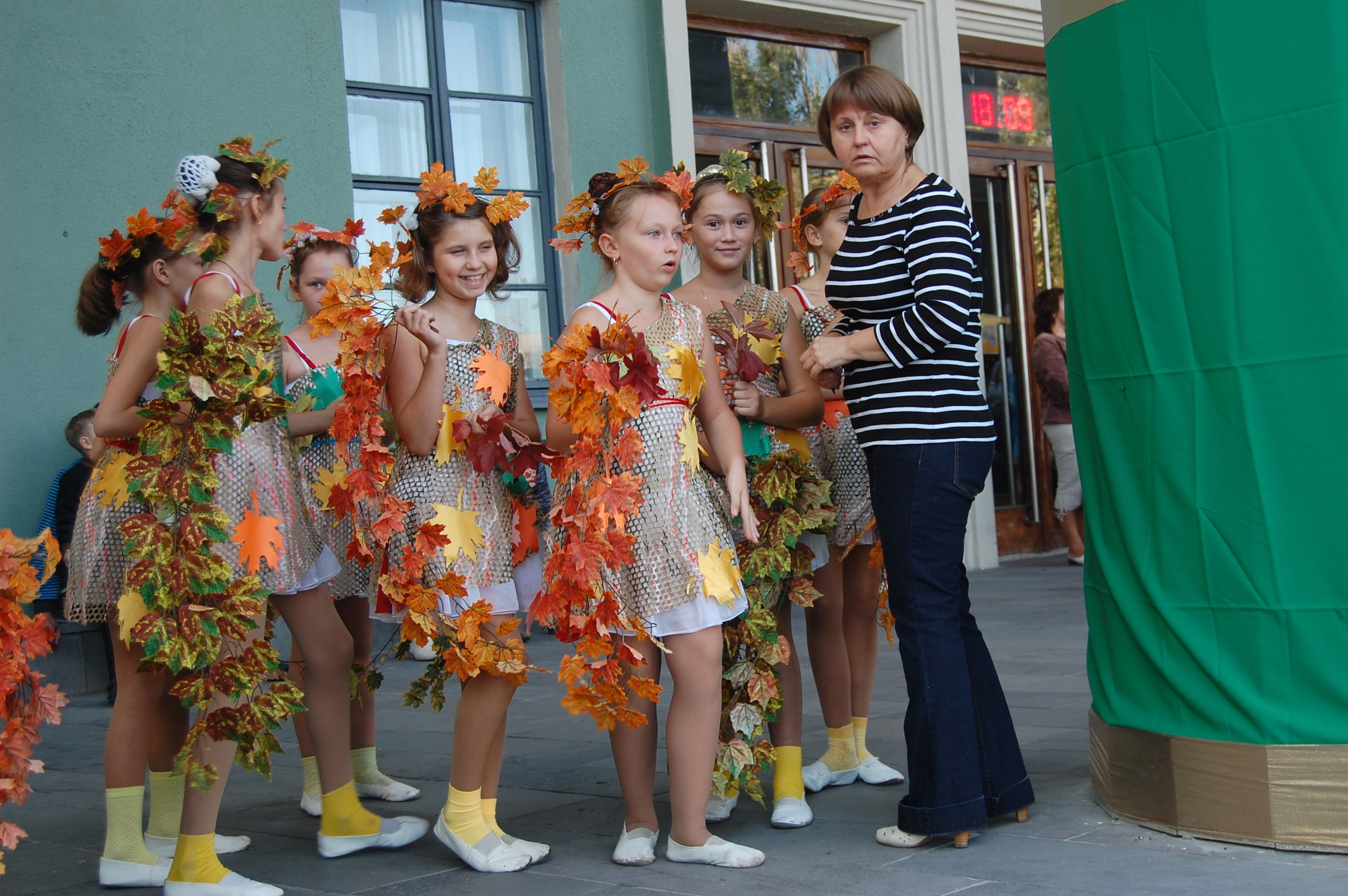
2021 рік 360°